# Herodek Károly
Herodek Károly (Szob, 1873. október 19. – Vác, 1969. március 24.) gyógypedagógus, a Vakok József Nádor Királyi Országos Intézete igazgatója (1905-1933).	
Vakok Nevelő és Tanintézetét 1825-ben alapították, az elsők között Európában. A szakmailag és tanulói létszámában is gyorsan fejlődő iskola számára épült a századfordulón az az épület, melyben az iskola manapság is működik a Hungária körút és az Ajtósi Dürer sor sarkán. Az iskola pedagógiai munkájáról méltán híres világszerte. Az iskolát 1905-33 között Herodek Károly vezette, akinek elévülhetetlen érdemei vannak a vakok magyarországi intézményes oktatásának megalapozásában.

## Életpályája
Herodek Károly születésének helye Szob, ideje 1873. A szerény, meleg családi légkört árasztó polgári famíliát nagy tisztelet övezte a Duna-parti kisközségben. Szülei kívánságára, de saját terveivel megegyezően, a pedagógiai pályát választotta, és 1893-ban tanítói oklevelet szerzett.
A váci római katolikus egyház 1893. szeptember 1-jével tanítóvá választotta, s így a váci alsóvárosi iskola osztályvezető tanítója lett, majd a siketnémák váci intézetében gyógypedagógus (1894). Később Pivár Ignác piarista igazgató felfedezettjeként a vakok budapesti intézetében igazgató-helyettes (1901), majd Pivár korai halála után igazgató (1905–33 között). Egyidejűleg a Gyógypedagógiai Tanítóképző, ill. Tanárképző Főiskola előadó tanára és a Gyógypedagógiai Intézet Országos Szaktanácsának tagja volt.
Munkatársaival megalkotta a vakok intézetének végleges – rehabilitációs célkitűzéseket is tartalmazó – tantervét (1905), zenei és óvodai tantervét (1907) és a mai Braille-írásrendszert. Nagy gondot fordított a tanulók testnevelésére és sportjára. 1911-től az általa vezetett intézetben sor került a siketvakok oktatására, a gyenge tehetségű és ügyetlen kezű vak gyermekek osztályának (1911), a gyengén látó gyermekek első hazai osztályának létrehozására (1928).
Herodek rendkívül fontosnak tartotta a polgári ismeretek oktatásán kívül az ipari képzést. Ahogyan ő fogalmazta: "az intézet élethivatási pályákra képezi ki növendékeit". Ezen az ipari képzést (kefekötés, kosárfonás, hangolás), illetve a zenei képzést (zongora, hegedű, kántorképzés) értette. A zene különösen közel állt hozzá. Énekórákat tartott, kórust tanított be és az egyházi énekkar – egyedül a világon - mindennap énekelt a reggeli istentiszteleten. De a test fejlesztése, az egészség megőrzése testedzés által, mindenkori figyelmét képezte. Első igazgatói évében, 1905-ben alakult meg a Továbbképző Osztályos Növendékek Tornaköre. A különféle rendezvények szerves része volt a gimnasztikai bemutató és a csoportos tornagyakorlat. Bevezette a felsős leányok számára a háztartási teendők elnevezésű tantárgyat. A főbb teendők: főzés, mosogatás, törölgetés, mosás, hálótakarítás. Önéletrajzában jóleső epizódként említi, hogy néhány hét után a leányok saját főztű gulyáslevessel és pogácsával kínálták meg irodájában, s azok igen ízletesnek bizonyultak.
Herodek életművének egyik gyöngyszeme a vakok óvodája. Óvodai foglalkozás már 1908-tól működik a törzsépületben, de önálló épületben, megfelelő körülmények között csak 1912-től. Történt ugyanis, hogy egy Fejér-megyei agglegény, egy igazi földbirtokos-mágnás, Hidaskürti Nagy Sándor 100 000 koronát adományozott végrendeletében az intézetre. Herodek kijárta, hogy ezt az összeget egy új pavilon építésére használhassa fel, s ez lett az óvoda épülete. Szuchy János műépítész tervei alapján, 1911 őszén megkezdődött az építkezés, ami egy év múlva teljesen befejeződött. Az óvoda 50 kisgyermek befogadására készen állt.
Igazgatása idején az intézet központi Braille - kölcsönkönyvtárral (1907), könyvkötészettel, szertárral, tanszermúzeummal, nyomdával rendelkezett, amely ellátta a tanulókat tankönyvekkel, kottákkal. 1907-től kölcsönkönyvtárat működtet. A vidékiek postán kapták meg a kért könyveket. Nyugállományba kerülésének idején, 1933-ban, 7000 kötetes a könyvtár. Nemzetközi mércével mérve is jelentős a szertári (biológia, földrajz, geometria, stb.) állomány.
Az 1920-as évektől indult meg az érdeklődők számára az eszperantó nyelv oktatása. Rendkívül népszerű volt Zamenhof lengyel orvos nyelve szerte a világon, hazánkban is, s intézeten belül is. Az igényes oktatásnak lehetett elismerése, hogy a VIII. Eszperantó Világkongresszust hazánkban, az Intézetben rendezték meg. A több napos rendezvény főszervezője dr. Bánó Miklós vak mérnök volt. A megnyitó beszédet Herodek tartotta, szinkron-tolmácsolással. A nagy sikerű rendezvényről részletesen tudósított a hazai és a nemzetközi sajtó.
1926-ban munkája elismeréseként megkapta a Signum Laudis polgári fokozatát, korának legmagasabb polgári kitüntetését.  Munkájának nagy elismerése volt az is, amikor 1932-ben az Amerikai Egyesült Államokban a bostoni Perkins Intézetben rendezett szakmai világkongresszuson járt, az általa vezetett budapesti intézetet Európa legjobban szervezett gyógypedagógiai intézeteként méltatták. Ő volt Bárczi Gusztáv egyik tanára is. Serédi Jusztinián katolikus bíboros is meleg szavakkal méltatta munkáját nyugdíjazásakor.
Őhozzá köthető a Nádor Terem – az egykori Intézeti kápolna – díszes üvegablakainak megrendelése is, melyet az Intézet megtakarításaiból valósítottak meg.  A Nádor-terem Budapest egyik legszebb architektúrájú belső tere. A szecesszió jellegzetesen magyar formavilágát mutatja. Itt található Magyarország legnagyobb ólmozott, festett összefüggő üvegablak-együttese, melyet Zsellér Imre, Róth Miksa tanítványa készített.
Élete hátralévő részében is feladatának tekintette a vakok ügyének támogatását. Szívfájdalma volt, hogy nem tudta létrehozni a vakok bölcsődéjét. Ez az intézmény máig nem jött létre.
A Budapest zuglói postás tisztviselő-telepi otthonában (Gyarmat utca) élte idős éveit. 1969-ben, 96 éves korában hunyt el. Élete szimbóluma a nagy hivatástudatú és a társadalmi szolidaritásért, mai szóval „esélyegyenlőségért”, az elesettekért harcolni kész embernek. Többek közt sokat tett azért is, hogy tehetséges vak tanítványai bejussanak továbbtanulni a zeneakadémiára.

## Főbb művei
- Közérdekű tudnivalók a vakokról (Bp., 1901);
- Tanulmányúti jegyzetek (Bp., 1902);
- A vakok Braille-rendszerű írásának ismertetése (Bp., 1910);
- Foglalkoztatva tanítás (Magy. Gyógyped., 1910);
- A vakok oktatásügye történetének kézikönyve (Bp., 1925)
- A parciális látás jelentősége a vakok oktatásánál (Siketnémák és Vakok Oktatásügye, 1925. 1-3. sz.);
- Emlékkönyv a Vakok József nádor M. Kir. Intézete százéves fennállásának ünnepe alkalmára (Bp., 1926);
- A vakok oktatásának módszertana (főisk. jegyzet, Bp., 1928);
- A csökkentlátású gyermekek oktatása (Siketnémák és Vakok Oktatásügye, 1933. 9–10. sz.);
- Vakok ipari továbbképzése és foglalkoztatása (Siketnémák és Vakok Oktatásügye, 1936. 5–8. sz.);
- A vakok életútja és célkitűzései (Magy. Gyógyped. Tanárok Közl., 1941. 2-3. sz.). Kiadta a Vakok Közlönyét.
- A Vakokat Gyámolító Országos Egyesület alelnöke (1933-47). – 1934-1946 között a Vakok Országos Menháza és Segédegylete elnöke.
- 2000 oldalas memoárt hagyott emlékül, mely 2008-ban jelent meg DVD-n.